# نعمان (ردفان)

تعديل مصدري - تعديل

نعمان هي إحدى قرى عزلة الحبيلين بمديرية ردفان التابعة لمحافظة لحج، بلغ تعداد سكانها 92 نسمة حسب تعداد اليمن لعام 2004.